# Anders Johansson (litteraturvetare)
Anders Johansson, ofta kallad Anders E. Johansson, född 1963, är en svensk litteraturvetare, lektor i litteraturvetenskap vid Institutionen för humaniora vid Mittuniversitetet.

## Biografi
Johansson disputerade 2000 vid Stockholms universitet på avhandlingen Poesins negativitet: en studie i Karl Vennbergs kritik och lyrik. Recensenten Mats Jansson skrev att Johansson "för första gången tecknar ett av den svenska modernismens mest centrala författarskap i helfigur. Med välmotiverat fokus på mångtydigheten och det dubbla tänkandet kartläggs en dominant aspekt i detta, vilket den fortsatta forskningen om Karl Vennbergs författarskap måste utgå ifrån.
Sedan dess har Johansson undervisat och forskat vid Mittuniversitetet. Johanssons forskningsområden är modernistisk och samtida poesi, litteraturteori, genusteori och normalitet. Han har varit redaktör för två antologier: Normalization and “outsiderhood”. Feminist Readings of a Neoliberal Welfare State, tillsammans med Siv Fahlgren och Diana Mulinari (2011) och Millennium - Åtta genusvetenskapliga läsningar av den svenska välfärdsstaten genom Stieg Larssons Millennium-trilogi tillsammans med Siv Fahlgren och Eva Söderberg (2013).

## Forskningspublikationer
- Till frågan om etikens universella giltighet, Aiolos 2002:16-17.
- De goda männen och de starka kvinnorna, Provins nr 3, 2010.
- Läsa normalt. En kritik av Rosenblatts reader-response teori, tillsammans med Peter Degerman, Tidskrift för litteraturvetenskap, 2010: 3-4.
- Reading normalised knowledge production from a feminist perspective - a case study. The IARTEM eJournal Vol. 3, No 1:2010, 25-45.
- A room of our own: A collective biography of an exercise in interdisciplinary feminism, tillsammans med Fahlgren, S., Gillander Gådin, K.,  Giritli Nygren, K., Johansson, A.  & Söderberg, E. i Fahlgren, S., Johansson, A., & Mulinari, D. (red.), Normalization and “outsiderhood”. UAE; Bentham eBooks, 2011.
- Introduction: Challenging normalization processes in a neoliberal welfare state, tillsammans med Fahlgren, S, & Mulinari, D. i Fahlgren, S., Johansson, A., & Mulinari, D. (red.), Normalization and “outsiderhood”. UAE; Bentham eBooks, 2011.
- Normalization and “outsiderhood”. Feminist Readings of a Neoliberal Welfare State. Fahlgren, S., Johansson, A., & Mulinari, D. UAE; Bentham eBooks 2011.
- Reading and transgressing "the normal": On the importance of literary reading for social research, i: Fahlgren (red.) Challenging gender: Normalization and beyond. Sundsvall; Gender studies at Mid Sweden University, Work in progress 3, 2011.
- Om rätten att ifrågasätta människan. Derrida och djuren, Aiolos 2011: 40-41.
- The Emotional Politics of Belonging, tillsammans med Fahlgren och Söderberg, i The Emotional Politics of Research Collaboration, red. Gabriele Griffin, Annelie Branstrom-Ohman, Hildur Kalman, Routledge 2013.
- Fahlgren Siv, Johansson Anders fil. dr, Söderberg Eva, red (2013). Millennium: åtta genusvetenskapliga läsningar av den svenska välfärdsstaten genom Stieg Larssons Millennium-trilogi. Genusstudier vid Mittuniversitetet, 1654-5753 ; 4. Sundsvall: Forum för genusvetenskap, Mittuniversitetet. Libris 14663980. ISBN 9789187103964. http://urn.kb.se/resolve?urn=urn:nbn:se:miun:diva-19155